# Яценко Олександр Іванович (філософ)
Олександр Іванович Яценко (* 11 жовтня 1929, Сніжне — пом.6 січня 1985, Київ) — український філософ, фахівець з систематичної філософії; доктор філософських наук, професор.

## Біографія
Народився у 1929 році в місті Сніжному (тепер Донецької області). Закінчив філософський факультет Київського університету.
У 1954–1957 роках працював інструктором, завідувачем відділу по пропаганді одного з райкомів Київської області. У 1957 році вступив до аспірантури. У 1959–1964 роках — старший викладач, доцент, а в 1964–1966 роках — завідувач кафедри філософії Житомирського сільськогосподарського інституту. Повернувшись до Києва, працював доцентом кафедри філософії природничих факультетів Київського університету, старшим науковим співробітником, заступником завідувача відділом діалектичного матеріалізму Інституту філософії АН УРСР. Захистив докторську дисертацію.
У 1980–1984 роки — завідувач кафедри філософії Інституту підвищення кваліфікації викладачів суспільних наук при Київському університеті. З 1984 року і до останніх днів життя працював старшим науковим співробітником Інституту філософії АН УРСР.

Могила Олександра Яценка

Помер у 1985 році. Похований в Києві на Байковому кладовищі.

## Наукова діяльність
Працював над актуальними проблемами культури, науково-технічного прогресу, наукового світогляду, в дослідженні яких нерідко випереджав свій час, ідучи врозріз з усталеними канонами радянської філософської традиції. Його праця «Цілепокладання та ідеали» є однією з піонерних в розробці даної проблеми.
Праці:
- Целеполагание и идеалы. Київ, 1977;
- Человек и мир человека. [В співавторстві]. Київ, 1977;
- Практика — познание — мировоззрение. Київ, 1980;
- Мировоззренческое содержание категорий и законов материалистической диалектики. [В співавторстві]. Київ, 1981;
- Диалектика деятельности и культуры. Київ, 1993;
- Гуманизм диалектико-материалистического мировоззрения. [В співавторстві]. Київ, 1984.

## Нагороди
1982 року за цикл робіт «Світоглядні проблеми матеріалістичної діалектики і методології соціального пізнання» (у співавторстві) відзначений Державною премією УРСР в галузі науки і техніки 